# Naghadeh
Naghadeh este un oraș din Iran.
Orașul este situat între Piranshahr și Urmia.